# Windows 95
O Microsoft Windows 95 (codinome Chicago) foi um sistema operacional de 16/32 bits criado pela empresa Microsoft. Lançado em 24 de agosto de 1995, o Windows 95 revolucionou o mercado de sistemas operacionais e passou a vir instalado por padrão com o MS-DOS 7.0 (e não mais separado, como era antes), sendo o principal lançamento da empresa na década de 1990. Entre outras coisas, efetivava o sistema de arquivos FAT-16 (ou VFAT). Os ficheiros (arquivos) puderam a partir de então ter 256 caracteres e não apenas 8 como sucedia nas versões anteriores. Os nomes longos passam a ser armazenados em uma tabela aparte, mantendo assim a compatibilidade com o MS-DOS. O salto do Windows 3.1 para o Windows 95 foi enorme e fez com que a Microsoft pulasse para ser a mais popular distribuidora de sistemas operacionais.
Um dos grandes problemas do Windows 95 era a instabilidade ao rodar aplicativos escritos para o Windows 3.x, pois o Windows 95 passava a executar a multitarefa cooperativa (exatamente como o Windows 3.x) entregando ao aplicativo o gerenciamento do processador e da memória, podendo resultar em travamentos e reinicializações do computador, caso o aplicativo executasse alguma tarefa indevida. Portanto, para evitar travamentos no Windows 95 (para quem ainda o usa), é bom evitar usar aplicativos escritos para o Windows 3.x.
Existe uma outra versão do Windows 95, lançada em 1996, chamada de Windows 95 OEM Service Release 2 (OSR 2), com suporte nativo ao sistema de arquivos FAT32. Já o Windows 95, a partir da revisão OSR 2.1, incluía o suporte nativo ao Barramento Serial Universal  e ao Ultra DMA (veja tabela abaixo). Teve o suporte encerrado em 2002.

## História
Conhecido em sua versão beta como Chicago,  os usuários nos Estados Unidos e no Reino Unido tiveram a oportunidade de participar do Programa de visualização do Windows 95. Por US$ 19,95/£ 19,95, os usuários recebiam vários disquetes de 3,5 polegadas que eram usados para instalar o Windows 95, como uma atualização do Windows 3.1 ou como uma nova instalação. Os participantes também receberam uma prévia gratuita do The Microsoft Network (MSN), o serviço on-line que a Microsoft lançou com o Windows 95. Durante o período de prévia, a Microsoft estabeleceu vários pontos de distribuição eletrônica para documentação promocional e técnica sobre o Chicago (codinome do Windows 95), incluindo um documento detalhado para revisores de mídia que descrevia o que havia de novo no sistema. As versões de pré-visualização expiraram em novembro de 1995, após o que o usuário tinha que comprar sua cópia da versão final do Windows 95.
O Windows 95 foi lançado em 24 de agosto de 1995 pela Microsoft. Esta versão introduziu melhorias significativas em relação às suas antecessoras, incluindo mudanças profundas na interface gráfica do usuário do Windows, que agora é completamente diferente das versões anteriores, e a mudança de uma arquitetura multitarefa cooperativa de 16 bits para uma arquitetura multitarefa preemptiva de 32 bits.
Esta versão foi a primeira a incluir a barra de tarefas e o botão Iniciar, que continuaram a ser incluídos nas versões subsequentes do Windows, além de ser a primeira versão a oferecer suporte ao Plug and Play e, somente no Japão, uma das últimas versões para o PC-9821.
O lançamento do Windows 95 foi acompanhado por uma extensa campanha de marketing multimilionária, alcançando enorme sucesso de vendas e se tornando um dos sistemas operacionais de desktop mais populares.
Os sucessores diretos do Windows 95 foram o Windows 98 e o Windows Me. Com a unificação das linhas profissional e doméstica com o Windows XP, esta família de sistemas Windows continuou seu desenvolvimento com o Windows Vista, Windows 7, Windows 8, Windows 10 e Windows 11.
O Windows 95 era vendido em disquetes e CD-ROM. A versão em disquete incluía 13 discos e usava um formato não padrão conhecido como DMF, que permitia armazenar uma capacidade maior do que os 1440 KiB normais. A versão em CD-ROM oferecia uma seleção de acessórios e complementos multimídia, bem como alguns drivers de dispositivos, jogos e versões demo de alguns softwares oferecidos pela empresa.
Durante a instalação, foi incluída a opção de criar um disquete de recuperação com o MS-DOS 7.0. Esta versão do MS-DOS era restrita, pois desabilitava certas partes que com versões anteriores estavam disponíveis através do BIOS do PC, como o acesso à porta serial, em que uma chamada é simplesmente retornada sem nenhuma modificação, apontando para uma instrução RET, enquanto com versões anteriores, ainda apontavam para a rotina existente no próprio BIOS.
O suporte principal para o Windows 95 terminou em 31 de dezembro de 2000, e o suporte estendido para o Windows 95 terminou em 31 de dezembro de 2001.

## Requisitos mínimos
Os requisitos oficiais indicados pela Microsoft foram os seguintes: 
| Requisitos                                   | Mínimos                                                | Recomendados                                                 |
| -------------------------------------------- | ------------------------------------------------------ | ------------------------------------------------------------ |
| Processador                                  | Intel 80386 DX ou superior                             | Intel Pentium ou compatível                                  |
| Memória RAM                                  | 4 MB                                                   | 8 MB                                                         |
| Espaço no disco rígido para atualização      | 35-40 MB                                               | 50 MB                                                        |
| Espaço no disco rígido para instalação limpa | 50-55 MB                                               | 65-80 MB                                                     |
| Unidade de disco                             | Unidade de alta densidade de 3,5 polegadas (disquetes) | CD-ROM (para instalações a partir de disco óptico)           |
| Resolução da tela                            | VGA                                                    | SVGA com 256 cores                                           |
| Placa de rede                                | Não é necessário                                       | Compatível com conexões Ethernet ou de rede local            |
| Som                                          | Não é necessário                                       | Sound Blaster ou placa de som compatível                     |
| Desempenho                                   | Executando no 80386SX com baixo desempenho             | 80486 DX4 ou superior com 8 MB de RAM para melhor desempenho |

## Versões do Windows 95
| Nome da versão      | Número da versão | Ano do lançamento                | Contém o Internet Explorer?                                                       | Suporta USB? | Suporta FAT32? | Suporta UDMA? |
| ------------------- | --- | -------------------------------- | --------------------------------------------------------------------------------- | ------------ | -------------- | ------------- |
| Windows 95 Beta 1.4 | 4.00.189 - Primeira Beta do projeto Chicago a ter o nome Windows 95. | 1994                             | Não - Em 1994 a Microsoft ainda não estava no mercado de navegadores de Internet. | Não          | Não            | Não           |
| Windows 95          | 4.00.950 - Esta versão do Windows sempre foi chamada de "950 RC6" porque existiam 4 RCs candidatas a versão madura do build 950. A Release Candidate 6 foi a versão definitiva adotada oficialmente. | agosto de 1995                   | Sim - O Internet Explorer 1.0 vinha apenas com a versão de CD-ROM do Windows 95.  | Não          | Não            | Não           |
| Windows 95 OSR1/SP1 | 4.00.950a | dezembro de 1995(SP1)/1996(OSR1) | Sim - Versão 2.0                                                                  | Não          | Não            | Não           |
| Windows 95 OSR2     | 4.00.950 B ou 4.00.1111 | 1996                             | Sim - Versão 3.0                                                                  | Não          | Sim            | Sim           |
| Windows 95 OSR2.1   | 4.00.950 B ou 4.03.1212-1214 | 1996                             | Sim - Versão 3.0                                                                  | Sim          | Sim            | Sim           |
| Windows 95 OSR2.5   | 4.00.950 C ou 4.03.1214-1216 | 1997                             | Sim - Versão 4.0                                                                  | Sim          | Sim            | Sim           |

## Aprenda com o Windows 95
Modo real e modo protegido
Processadores a partir do Intel 80386 possuem dois modos de operação bem distintos: o modo real e o modo protegido. No modo real o processador funciona como se fosse um 8086, o processador utilizado no primeiro PC. Isto significa que ele utilizará instruções de 16 bits e, o que é pior, conseguirá acessar somente a 1 MB de memória. É o caso do sistema MS-DOS: sua grande limitação é trabalhar apenas no modo real, o que faz com que ele acesse somente 1 MB de memória (destes 1 MB, 640 KB é destinado à memória RAM).
No modo protegido, o processador consegue trabalhar no topo de seu desempenho: além de instruções de 32 bits, consegue acessar a até 4 GB de memória, além de diversos outros recursos, em especial a multitarefa, a memória virtual e o modo virtual 8086.
O Windows 3.x trabalha em modo protegido, e daí a sua grande vantagem: não possui limitações de memória e pode contar com recursos avançados fornecidos pelo processador. Há, todavia, um grande problema: o sistema operacional do Windows 3.x é o MS-DOS. Qualquer operação de manipulação de arquivos requer que o MS-DOS desempenhe este papel; o Windows precisa do MS-DOS para funções básicas.
A ideia era escrever um sistema operacional de modo protegido, que não utilizasse o modo real ou o MS-DOS como base. A Microsoft dizia que era assim que seria o Windows 95.